# Velha Igreja Católica
Os termos Igreja Católica Velha, Católicos Velhos, Igrejas Católicas Velhas, ou Movimento Católico Velho, designam "qualquer um dos grupos de cristãos ocidentais que acreditam manter em completa lealdade a doutrina e as tradições da igreja indivisa, mas que se separaram da Sé de Roma após o Primeiro Concílio do Vaticano de 1869-70".
A expressão Velho Católico tem sido usada desde a década de 1850 por comunhões separadas da Igreja Católica Romana por causa de certas doutrinas, principalmente relacionadas à autoridade papal e à infalibilidade. Alguns desses grupos, especialmente na Holanda, já existiam muito antes do termo. A Velha Igreja Católica é separada e distinta do Catolicismo Tradicionalista.
Atualmente existem dois grupos de igrejas católicas antigas: a União de Utrecht das Antigas Igrejas Católicas e a União de Scranton. Nenhum dos grupos está em plena comunhão com a Santa Sé. As igrejas membros da União de Utrecht estão em plena comunhão com a Comunhão Anglicana, bem como com a Igreja Evangélica Luterana da Suécia e a Igreja Independente das Filipinas e muitas igrejas da UU são membros do Conselho Mundial de Igrejas.
Ambos os grupos remontam sua origem ao século XVIII, quando membros da Sé de Utrecht se recusaram a obedecer à autoridade papal e foram excomungados. Mais tarde, os católicos que discordaram do dogma católico romano da infalibilidade papal, conforme definido pelo Primeiro Concílio do Vaticano (1870), ficaram sem bispo e se uniram à Sé de Utrecht para formar a União de Utrecht das Antigas Igrejas Católicas. Hoje, as igrejas da União de Utrecht são encontradas principalmente na Alemanha, Suíça, Holanda, Áustria, Polônia e República Tcheca.
Em 2008, a Igreja Católica Nacional Polonesa criou a União de Scranton e se separou da União de Utrecht. Isso foi feito em protesto à decisão da União mais antiga de ordenar mulheres e abençoar casamentos entre pessoas do mesmo sexo . Mais tarde, a Igreja Católica Nórdica também se juntou à União de Scranton.

## História

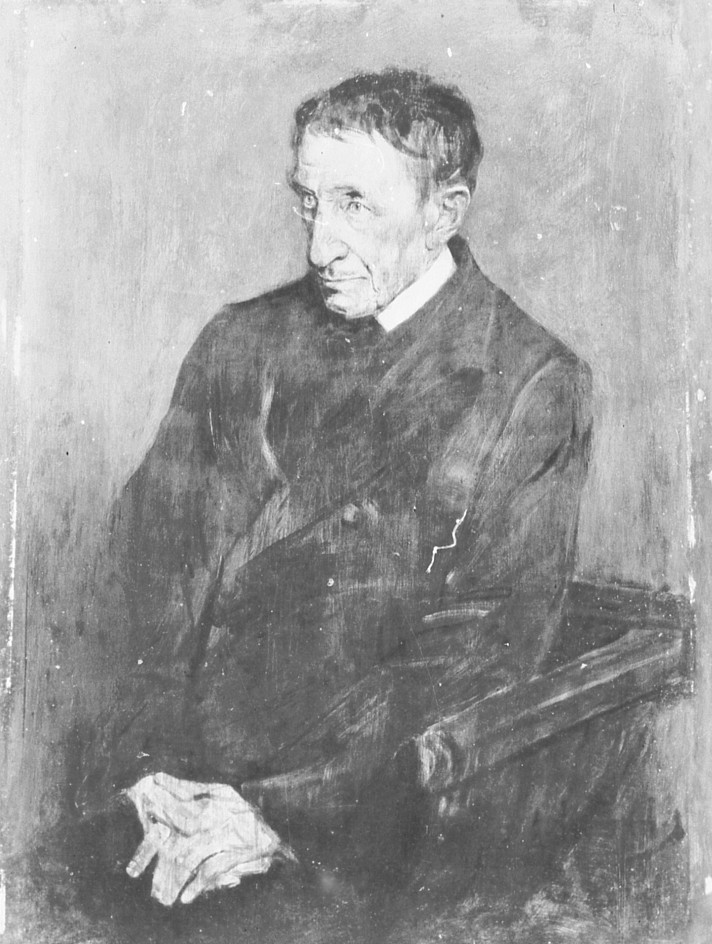
Ignaz von Döllinger, teólogo principal do movimento Vétero

### Diocese e arquidiocese pré-reforma de Utrecht
Na era pré-Reforma, já havia disputas que preparavam o cenário para um bispado independente de Utrecht entre a Igreja Católica e o Sacro Império Romano, principalmente entre os séculos XI e XV.

### Países Baixos Pós-Reforma
As províncias do norte que se revoltaram contra os Países Baixos espanhóis e assinaram a União de Utrecht em 1579, perseguiram a Igreja Católica Romana, confiscaram propriedades da igreja, expulsaram monges e freiras de conventos e mosteiros e tornaram ilegal receber os sacramentos católicos. No entanto, o catolicismo não morreu, mas padres e comunidades passaram à clandestinidade. Os grupos reuniam-se para os sacramentos nos sótãos de casas particulares, correndo o risco de serem presos. Os padres se identificavam usando roupas totalmente pretas com colarinhos muito simples.
Todas as sedes episcopais da área, incluindo a de Utrecht, ficaram vagas em 1580, porque a coroa espanhola, que desde 1559 tinha direitos patronais sobre todos os bispados na Holanda, recusou-se a fazer nomeações para o que considerava territórios heréticos, e a nomeação de um vigário apostólico foi vista como uma forma de evitar a violação direta do privilégio concedido à coroa. A nomeação de um vigário apostólico, o primeiro depois de muitos séculos, para o que veio a ser chamado de Missão da Holanda, foi seguida por nomeações semelhantes para outros países governados por protestantes, como a Inglaterra, que também se tornaram territórios de missão. A desordem da Igreja Católica Romana na Holanda entre 1572 e cerca de 1610 foi seguida por um período de expansão do catolicismo romano sob os vigários apostólicos, levando a protestos protestantes.
A escassez inicial de padres católicos romanos na Holanda resultou no aumento da atividade pastoral do clero religioso, entre os quais os jesuítas formavam uma minoria considerável, chegando a representar entre 10 e 15 por cento de todo o clero holandês no período de 1600 a 1650. Surgiram conflitos entre estes e os vigários apostólicos e o clero secular. Em 1629, havia 321 padres católicos romanos nas Províncias Unidas, 250 seculares e 71 religiosos, com 34 jesuítas formando quase metade dos religiosos. Em meados do século XVII, os padres seculares eram 442, os religiosos 142, dos quais 62 eram jesuítas.
O sexto vigário apostólico da Missão Holandesa/Holanda, Petrus Codde, foi nomeado em 1688. Em 1691, os jesuítas acusaram-no de favorecer a heresia jansenista. O Papa Inocêncio XII nomeou uma comissão de cardeais para investigar as acusações contra Codde. A comissão concluiu que as acusações eram infundadas. Em 1702, o Papa Clemente XI depôs Codde, ao qual Codde obedeceu.
Embora o clero religioso tenha permanecido leal à Santa Sé, três quartos do clero secular seguiram inicialmente Codde, mas em 1706 mais de dois terços deles retornaram à fidelidade católica romana. Dos leigos, a esmagadora maioria apoiou a Santa Sé. Assim, a maioria dos católicos holandeses permaneceu em plena comunhão com o papa e com os vigários apostólicos nomeados por ele.
Após a renúncia de Codde, a Diocese de Utrecht elegeu Cornelius Steenoven como bispo. A Sé de Utrecht declarou o direito de eleger seu próprio arcebispo em 1724, após ser acusada de jansenismo. Após consulta com canonistas e teólogos na França e na Alemanha, Dominique Marie Varlet, um bispo católico da Sociedade Oratoriana Francesa de Missões Estrangeiras, consagrou Steenoven como bispo sem mandato papal. O que era autônomo de jure tornou-se de fato uma igreja católica independente. Embora o papa tenha sido notificado de todos os procedimentos, a Santa Sé ainda considerou a diocese vaga porque a permissão papal não foi solicitada. O papa, portanto, continuou a nomear vigários apostólicos para os Países Baixos. Steenoven e os outros bispos foram excomungados pela Igreja Católica Romana, e assim começou a Velha Igreja Católica na Holanda. Os bispos subsequentes foram então nomeados e ordenados para as sedes de Deventer, Haarlem e Groningen sob a sede de Utrecht nos anos posteriores.
Devido ao sentimento antipapal prevalecente entre os poderosos calvinistas holandeses, a Igreja de Utrecht foi tolerada e até elogiada pelo governo da República Holandesa.
Em 1853, o Papa Pio IX recebeu garantias de liberdade religiosa do Rei Guilherme II dos Países Baixos e restabeleceu a hierarquia católica romana nos Países Baixos. A Santa Sé considera a Arquidiocese Católica Romana de Utrecht como a continuação da sé episcopal fundada no século VII e elevada à categoria de metrópole em 12 de maio de 1559, não reconhecendo assim qualquer legitimidade dos Velhos Católicos.

### Primeiro Concílio do Vaticano, Antiga União Católica de Utrecht
Após o Primeiro Concílio do Vaticano (1869-1870), vários grupos de católicos romanos na Áustria-Hungria, Alemanha Imperial e Suíça rejeitaram o dogma católico romano da infalibilidade papal em questões de fé e moral e partiram para formar suas próprias igrejas. A formação da Velha Comunhão Católica de alemães, austríacos e suíços começou sob a liderança de Ignaz von Döllinger, após o Primeiro Concílio do Vaticano. Eles foram apoiados pelo Velho Arcebispo Católico de Utrecht, que ordenou padres e bispos para eles. Mais tarde, os holandeses se uniram mais formalmente a muitos desses grupos sob o nome de "União de Igrejas de Utrecht".
Na primavera de 1871, uma convenção em Munique atraiu várias centenas de participantes, incluindo observadores da Igreja da Inglaterra e protestantes. Döllinger, um padre católico romano excomungado e historiador da igreja, foi um líder notável do movimento, mas nunca foi membro de uma igreja católica antiga.
A convenção decidiu formar a "Velha Igreja Católica" para distinguir seus membros do que eles viam como o novo ensinamento do dogma católico romano da infalibilidade papal. Embora continuasse a usar o Rito Romano, a partir de meados do século XVIII a Sé Católica Velha Holandesa de Utrecht passou a usar cada vez mais o vernáculo em vez do latim. As igrejas que se separaram da Santa Sé em 1870 e posteriormente entraram em união com a Antiga Sé Católica de Utrecht introduziram gradualmente o vernáculo na liturgia até que este substituiu completamente o latim em 1877  Em 1874, os Velhos Católicos removeram a exigência do celibato clerical.
A Diocese Católica dos Velhos Católicos na Alemanha recebeu apoio do governo de Otto von Bismarck, cujas políticas de Kulturkampf da década de 1870 perseguiram a Igreja Católica Romana. Na Áustria-Hungria, grupos nacionalistas pan-germânicos, como os de Georg Ritter von Schönerer, promoveram a conversão de todos os católicos de língua alemã ao antigo catolicismo e ao luteranismo, com resultados fracos.

### Propagação do antigo catolicismo pelo mundo
Em 189, um grupo de migrantes poloneses nos Estados Unidos se separou da Santa Sé devido a questões teológicas e litúrgicas; seu líder, Franciszek Hodur, foi consagrado bispo pelo Arcebispo Católico Velho de Utrecht, Gerardus Gul, estabelecendo a Igreja Católica Nacional Polonesa, que se juntou à União de Utrecht.

#### Divisão entre os antigos católicos romanos e os católicos liberais
Em 1910, Arnold Matheus, um ex -católico britânico e anglicano, que foi consagrado pelo antigo arcebispo católico Gul em 1908, se separou da União de Utrecht, estabelecendo a Antiga Igreja Católica Romana na Grã-Bretanha. Em 1914, ele consagrou Rudolph de Landas Berghes, que emigrou para os Estados Unidos em 1914 e plantou a semente do antigo catolicismo romano nas Américas. Matheus também consagrou um padre franciscano capuchinho excomungado como bispo: Carmel Henry Carfora.  Várias denominações cristãs que reivindicam a sucessão apostólica de Matheus foram fundadas no mundo por Berghes, Carfora e outros, incluindo James Wedgwood, fundador da Igreja Católica Liberal. A sucessão apostólica de tais grupos é considerada inválida tanto pela Santa Sé, pela União de Utrecht e pela Comunhão Anglicana. O próprio Mateus foi excomungado e declarado "pseudo-bispo" pelo Papa Pio X,  enquanto a Conferência Internacional dos Bispos Velhos Católicos declarou sua consagração nula e sem efeito, obtida de má-fé.
Outra figura significativa, Joseph René Vilatte, que foi ordenado diácono e padre pelo Bispo Eduard Herzog, da Igreja Católica Cristã da Suíça: ele trabalhou com católicos de ascendência belga que viviam na Península Door de Wisconsin, com o conhecimento e a bênção da União de Utrecht e sob a jurisdição total do Bispo Episcopal local de Fond du Lac, Wisconsin. No entanto, ele posteriormente deixou os Velhos Católicos e mais tarde foi consagrado bispo pelo Patriarca Mar Julius I da Igreja Ortodoxa Síria de Malankara, embora a validade de tal consagração seja contestada. Ele procedeu à fundação de uma série de denominações cristãs antes de finalmente se reconciliar com a Santa Sé.

### Cisma nacional católico polonês de Utrecht
Em 2003, a Igreja Católica Nacional Polonesa votou para sair da União de Utrecht devido à aceitação da ordenação feminina pela União de Utrecht e sua atitude em relação à homossexualidade, ambas rejeitadas pela Igreja Católica Nacional Polonesa. Anteriormente, em 1994, os bispos católicos alemães da União de Utrecht decidiram ordenar mulheres como padres, e colocaram isso em prática em 27 de maio de 1996. Decisões e práticas semelhantes foram seguidas na Áustria, Suíça e Países Baixos. Em 2020, a igreja suíça também votou a favor do casamento entre pessoas do mesmo sexo. Os casamentos entre dois homens e duas mulheres eram realizados da mesma maneira que os casamentos heterossexuais.

### Antiga Igreja Católica da Eslováquia
A Velha Igreja Católica da Eslováquia foi aceita em 2000 como membro da União de Utrecht. Já em 2001 surgiram algumas questões relativas à futura consagração de Augustin Bacinsky como bispo católico antigo da Eslováquia, e o assunto foi adiado. A Velha Igreja Católica da Eslováquia foi expulsa da União de Utrecht em 2004, porque o administrador episcopal Augustin Bacinsky havia sido consagrado por um bispo vagante.

## Doutrinas distintivas
Em geral, os veterocatólicos possuem uma doutrina semelhante à doutrina da Igreja Católica, rejeitando apenas os novos dogmas (dogmas tardios) proclamados pela Igreja Católica Romana nos séculos XIX e XX: a Infalibilidade Papal (1871), a Imaculada Conceição da Virgem Maria (1854) e a Assunção Corporal de Maria aos Céus (1950). Reconhecem o primado de honra do Bispo de Roma, mas não aceita o primado jurisdicional nem a infalibilidade papal definidas pelo Concílio Vaticano I. Eles repudiam o Ultramontanismo e os jesuítas e defendem uma maior participação dos leigos na Igreja. Tal qual a Igreja Católica Romana, aceitam a Bíblia e a Tradição como fontes da Revelação divina.
As Igrejas veterocatólicas tendem a ser mais liberais e abertas do que a Igreja Católica Romana. Muitas Igrejas da União de Utreque ordenam mulheres ao sacerdócio e celebram casamentos homossexuais e são favoráveis aos modernos métodos contraceptivos e ao aborto. Devido a essas práticas liberais e heterodoxas, em 2003, a Igreja Católica Nacional Polonesa, que discorda destas posições, rompeu com a União de Utreque, tornando-se uma Igreja veterocatólica independente.

## Declaração de Utreque (1889)
Segue-se aqui a Declaração de Utreque, promulgada em 1889 pela União de Utreque das Igrejas Vétero-Católicas e assinada por Heykamp, Rinkel, Diependaal, Reinkens e Herzog:
1. Aderimos a Regra de Fé formulada por São Vicente de Lérins nestes termos: "Teneamus Id, quod quod, semper ubique, quod ab omnibus est Creditum; hoc est etenim Catholicum proprieque vere"(Afirmemos aquilo em que se tem acreditado em todas as partes, sempre e por todos, porque isso é verdadeiro e propriamente Católico).
Assim sendo, conservamos e professamos nossa fé nas doutrinas da Igreja Primitiva expostas nos Símbolos Ecumênicos e especificadas nas decisões dos Concílios realizados pela Igreja indivisa do primeiro milênio.
2. Por isso, rejeitamos os decretos do Concílio Vaticano, que foram promulgados em 18 de Julho de 1870 relativos à infalibilidade e ao Episcopado Universal do Bispo de Roma, decretos que estão em contradição com a fé da Igreja Antiga, e que destroem sua constituição canônica, atribuindo ao Papa a plenitude dos poderes eclesiásticos sobre todas as Dioceses e sobre todos os fiéis. Pela negação de sua competência primacial, não queremos negar a primazia histórica que vários Concílios Ecumênicos e os Padres da Igreja antiga atribuíram ao Bispo de Roma, reconhecendo-o como o Primus inter pares.
3. Rejeitamos o dogma da Imaculada Conceição promulgado pelo Papa Pio IX em 1854, a despeito das Sagradas Escrituras e em contradição com a Tradição dos primeiros séculos.
4. Quanto as encíclicas publicadas pelos Bispos de Roma nos últimos anos, por exemplo, a Bula Unigenitus e Auctorem Fidei, e o "Syllabus" de 1864 — nós as rejeitamos em todos os pontos, pois estão em contradição com a doutrina da Igreja primitiva, e não as reconhecemos como obrigatórias às consciências dos fiéis. Renovamos os protestos da Igreja Católica da Holanda contra os erros da Cúria Romana, e contra os ataques aos direitos das Igrejas nacionais.
5. Nos recusamos a aceitar os decretos do Concílio de Trento em matéria de disciplina, bem como as decisões dogmáticas deste Concílio, e iremos aceitá-las apenas na medida em que estejam em harmonia com os ensinamentos da Igreja primitiva.
6. Considerando que a Santa Eucaristia sempre foi o verdadeiro ponto central do culto católico. É nosso dever declarar que conservamos com perfeita fidelidade a antiga doutrina católica sobre o Sacramento do Altar, acreditando que recebemos o Corpo e o Sangue de nosso Salvador Jesus Cristo sob as espécies do pão e do vinho. A celebração eucarística na Igreja não é — uma repetição contínua, nem a renovação do sacrifício expiatório que Jesus ofereceu de uma vez por todas na cruz, mas é um sacrifício porque é a comemoração perpétua do sacrifício oferecido na Cruz, e é o ato pelo qual nós representamos na Terra a oferta que Jesus Cristo faz no Céu, de acordo com a Epístola aos Hebreus 9:11-12, para a salvação da humanidade redimida, intercedendo por nós na presença de Deus (Heb. 9:24). A Santa Eucaristia é, ao mesmo tempo um banquete sacrificial por meio da qual os fiéis, ao receberem o Corpo e o Sangue de Nosso Salvador, entram em comunhão íntima com Ele e uns com os outros (1 Cor . X. 17).
7. Esperamos que os teólogos católicos, mantendo a fé da Igreja indivisa, tenham êxito em estabelecer acordos sobre — as questões controversas que provocaram divisões na Igreja. Nós exortamos aos sacerdotes sob — nossa jurisdição que ensinem e preguem aos jovens as verdades cristãs essenciais professadas por todas as confissões cristãs, evitando as discussões sobre temas controversos que levem a violação da verdade e da — caridade, oferecendo através de nossas palavras e atos o exemplo para nossos fiéis.
8. Mantendo e professando fielmente a doutrina de Jesus Cristo, recusando os erros que se infiltraram na Igreja Católica, os abusos eclesiásticos e as tendências mundanas da hierarquia, acreditamos que seremos capazes de combater eficazmente os grandes males dos nossos dias que são a incredulidade e indiferença religiosa.